# Büron
Büron är en ort och kommun i distriktet Sursee i kantonen Luzern, Schweiz. Kommunen har 2 746 invånare (2023).